# Giáo xứ Gò Duối
Giáo xứ Gò Duối là một xứ đạo Công giáo La Mã thuộc Giáo hạt Phú Yên, Giáo phận Qui Nhơn. Giáo xứ bao gồm các giáo dân các xã: Xuân Hải, Xuân Lộc, Xuân Bình và Xuân Cảnh thuộc thị xã Sông Cầu, tỉnh Phú Yên.
Quản xứ hiện tại là Linh mục Phêrô Nguyễn Xuân Hòa, đây cũng là cha xứ đầu tiên kể từ khi giáo xứ được tách ra từ giáo xứ Sông Cầu ngày 27 tháng 5 năm 2009.
Nhà thờ chính của giáo xứ là nhà thờ Gò Duối, hiện đang tọa lạc tại thôn Bình Thạnh, xã Xuân Bình, thị xã Sông Cầu, tỉnh Phú Yên. Bổn mạng của giáo xứ là Phêrô

## Lịch sử
Trong thống kê năm 1850 của Giám mục Cuênot Thể, vùng cực Bắc Phú Yên có các giáo điểm: Trung Mỹ (152 giáo dân), Phụng Sơn (28 giáo dân), Soi Nhan (89 giáo dân), Sơn Thượng (88 giáo dân). Trong đó, Soi Nhan và Sơn Thượng ở miền núi, còn Trung Mỹ và Phụng Sơn ở đồng bằng.
Nhà thờ Trung Mỹ (thời đó) được xây dựng trên Đồi Ngô tại thôn Thạch Khê, xã Xuân Lộc, cách nhà thờ Gò Duối ngày nay khoảng 5km về hướng Bắc. Qua nhiều cuộc chiến tranh, dân chúng phải di cư không ai chăm sóc, dần dần nhà thờ bị hoang phế, và giờ không còn nữa.
Năm 1894 – 1895, 2 thầy tu của giáo xứ Mằng Lăng đã giúp gầy dựng lại giáo điểm Sông Cầu và Gò Duối, vì lúc này khu vực bắc Phú Yên do các thừa sai Mằng Lăng phụ trách. Lúc đó, nhà thờ chính của giáo xứ được đặt ở thôn Bình Thạnh, xã Xuân Lộc nên được gọi là nhà thờ Bình Thạnh.
Năm 1895, linh mục Bản, cha phó Mằng Lăng đến ở tại Gò Duối.
Tháng 08 năm 1897, linh mục Phanxicô Xaviê Hương đến Gò Duối thay thế linh mục Antôn Bản.
Tháng 08 năm 1898, linh mục Phêrô Cao (quê ở Mỹ Trang, Nước Nhỉ, Bình Định) đến thay linh mục Phanxicô Xaviê Hương. Lúc đo, giáo điểm này có 4 nhà thờ: Gò Duối, Trùm Tường, Thạch Khê và Tuỳ Lực.
Ngày 9 tháng 4 năm 1907, Giám mục Grangeon Mẫn ban Bí tích Thêm Sức tại nhà thờ Gò Duối. Đây là lần đầu tiên giáo dân được lãnh Bí tích này tại nhà thờ của mình.
Tháng 03 năm 1910, linh mục Antôn Phùng Vị Linh, phó xứ Mằng Lăng đến ở Gò Duối. Còn linh mục Phêrô Cao được bổ nhiệm về ở tại giáo họ Thầy Đông, giáo xứ Mằng Lăng.
Tháng 7 năm 1927, vùng phía Bắc này được tách ra khỏi giáo xứ Mằng Lăng thành giáo xứ Sông Cầu do linh mục Phaolô Trần Huấn làm cha sở. Giáo họ Gò Duối dưới quyền cai quản của giáo xứ Sông Cầu.
Năm 1996, linh mục Phaolô Trương Đắc Cần, cha sở Sông Cầu, cho chỉnh trang hoàn toàn khuôn viên nhà thờ Gò Duối.
Ngày 12 tháng 5 năm 1999, thầy Phanxicô Xaviê Trần Đăng Đức, thầy giúp xứ Sông Cầu được thụ phong linh mục và đến ở tại Gò Duối.
Ngày 1 tháng 7 năm 2003, linh mục Augustinô Nguyễn Văn Phú được bổ nhiệm về Gò Duối, còn linh mục Đức được bổ nhiệm làm cha sở giáo xứ Sơn Nguyên.
Ngày 27 tháng 5 năm 2009, Đức Giám mục Phêrô Nguyễn Soạn, Giám mục giáo phận Qui Nhơn quyết định thành lập giáo xứ Gò Duối và bổ nhiệm linh mục Phêrô Nguyễn Xuân Hòa làm cha sở.

## Giáo dân
Hiện giáo xứ Gò Duối có 61 gia đình, với 260 giáo dân. Được cai quản bởi một linh mục và 7 biện họ.